# Alphonse Devergie
Marie-Guillaume-Alphonse Devergie (Paris, 15 février 1798 – 2 octobre 1879) est un médecin et dermatologue français. Il est l'un des pionniers de la médecine légale en France.

## Biographie
Alphonse est le frère du docteur Marie-Nicolas Devergie. Il débute comme interne des Hôpitaux de Paris en 1816, avant d'en devenir médecin en 1834. En 1840, il succède à Laurent-Théodore Biett à l'hôpital Saint-Louis, et y prendra sa retraite en 1867. En 1856 Devergie fut le premier à décrire l’inflammation à papules dite pityriasis rubra pilaire, qu'Ernest Henri Besnier (1831-1909) a proposé en 1889 d'appeler « maladie de Devergie. »
Son traité de 1854, Traité pratique des maladies de la peau, a fait époque. Membre de l'Académie de médecine de Paris, il en fut président en 1874. À sa retraite, en 1867, Devergie fit don de sa collection d'aquarelles médicales aux Hôpitaux de Paris : elle forma le noyau des collections du futur musée médical de l’Hôpital Saint-Louis qui devint le musée des Moulages.

## Publications
- Hygiène et médecine légale: mélanges, 1823
- Quinam sunt in corporibus viventibus formites seu causae?, 1824
- De hac questione quinam sunt in corporibus viventibus formites seu causae ? Quibusnam legibus obstrictus, nasci, extingui et in eodem gradu permanere consuevit ?, 1824
- Mémoire sur la contraction organique sensible des systèmes musculaires de la vie organique et de la vie animale: dans les phlegmasies des membranes séreuses et muqueses, 1825
- Mémoire sur l'empoisonnement par l'hydriodate de potasse et sur les réactifs propres à démontrer l'existence de ce poison, 1825
- Médecine légale théorique et pratique, par Alph. Devergie,... Avec le texte et l'interprétation des lois relatives à la médecine légale, revus et annotés par J.-B.-F. Dehaussy de Robécourt, Bruxelles, t. I 1837
- Incontinence d'urine et son traitement rationnel par la méthode des injections, 1840
- Sur la valeur de l'examen microscopique du lait dans le choix d'une nourrice, 1842
- Notions générales sur les maladies de la peau, 1844
- Consultation médico-légale donnée par MM. Alphonse Devergie,... et Jules Barse,... sur la demande de Me Chaix d'Est-Ange, dans l'accusation de tentative d'empoisonnement intentée au sieur Geneston, fabricant d'émaux, 1845
- Mémoire sur la combustion humaine spontanée, 1851
- Traité pratique des maladies de la peau, 1854
- Consultation médico-légale dans l'affaire Duroulle et Esther Neveu, 1855
- Où finit la raison, où commence la folie, au point de vue de la criminalité de l'action dans la folie transitoire homicide ?, 1859
- Une visite à Vichy, 1859
- De l'Emploi de l'iodure de chlorure mercureux dans le traitement des maladies de la peau et particulièrement dans les diverses formes de couperose et d'acné, 1859
- Des Applications que l'on peut faire du perchlorure de fer à la thérapeutique des maladies de la peau, 1860
- Maladies des follicules sébacés ("acne molluscum"), leurs variétés connues ou pas connues jusqu'à présent, leur nature, leur traitement, 1862
- Rapport sur les conditions hygiéniques à remplir dans la création des hôpitaux, 1865
- Du Traitement du diabète au moyen de l'arsenic, par MM. A. Devergie et Foville fils, 1871
- Société de médecine légale de Paris.... Instruction pratique sur les règles à suivre pour procéder à l'examen des poumons et aux expériences de docimasie pulmonaire hydrostatique dans les expertises médico-légales en matière d'infanticide, 1872
- Du Cancroïde "noli me tangere", de l'"impetigo rodens" ulcéreux et de l'"impetigo rodens" non ulcéreux, envisagés au point de vue de leur diagnostic différentiel et de leur thérapeutique, 1876
- Rapport sur l'état mental de M. Vallansan, 1876
- Musée de l'Hôpital Saint-Louis, 1877
- Notions générales sur la Morgue de Paris, 1877
- Affaire de remède secret (pilules Cronier), 1877
- Séance d'ouverture du Congrès international de médecine légale. Des experts en justice et de l'expertise médico-légale, 1878
- Chaleur
- Mémoire sur la contraction organique sensible des systèmes musculaires de la vie organique et de la vie animale dans les phlegmasies des membranes séreuses et muqueuses